# Una mariposa en la noche
Una mariposa en la noche  eés una pel·lícula de l'Argentina filmada en Eastmancolor dirigida per Armando Bó segons el seu propi guió que es va estrenar el 15 de setembre de 1977 i que va tenir com a actors principals a Isabel Sarli, Armando Bó, Víctor Bó i Vicente Rubino. Fou filmada a París i Buenos Aires.

## Sinopsi
La mort d'un estancier argentí que s'havia casat amb una prostituta que va conèixer a París deixa a la seva vídua rica i cobejada.

## Repartiment
- Isabel Sarli	...	Yvonne
- Armando Bó...	Jorge
- Víctor Bó...	Lorenzo
- Vicente Rubino	...	Vicente
- Juan José Míguez	...	Pedro
- Horacio Bruno	...El Pirata
- Claude Marting 	...	Policía
- Mario Casado...	Cholo
- Adelco Lanza	...	Manolo
- Carlos Lagrotta...	Escribano
- Enrique Vargas
- Luis Alberto del Paraná	...	(voz)
- Ginamaria Hidalgo...	(voz)
- Yves Montand … Él mismo (voz)
- Pedro Vargas …(voz)
- Nino Udine
- Pancho Giménez
- Arturo Noal
- Juan Carlos Cevallos
- Antonio Grimau

## Comentaris
La Nación va opinar:
| « | «Més enllà que un film és una epopeia…participa àmpliament de les característiques ja tradicionals del popular binomi.» | » |

Clarín va dir:
| « | «Film de gènere precís.» | » |

Manrupe i Portela escriuen:
| « | «Rossa, assetjada i sense poder fugir del seu destí d'escombracarrers…Un bon títol d'Isabel Sarli en l'última etapa del duo.» | » |